# Tănăsoaia, Vrancea
Tănăsoaia este satul de reședință al comunei cu același nume din județul Vrancea, Moldova, România.

## Monumente istorice
- Monumentul Eroilor (1916 - 1919), 1929, Cod LMI VN-IV-m-B-06652